# Matt Czuchry
Matthew Charles „Matt” Czuchry (ur. 20 maja 1977 w Manchesterze) − amerykański aktor.

## Życiorys
Urodził się w Manchesterze w stanie New Hampshire jako syn Sandry i Andrew Czuchry, profesora na Uniwersytecie w Tennessee. Jego dziadek ze strony ojca miał pochodzenie ukraińskie. Ma dwóch braci, Mike’a i AJa, oraz siostrę Karen. Dorastał w Johnson City w stanie Tennessee.
Ukończył College of Charleston z wyróżnieniem w 1999. Uczęszczał do szkoły z profilem tenisowym oraz był kapitanem drużyny tenisowej i najlepszym graczem NCAA w Sathern Conference. Wziął udział w teatralnej lekcji i jego nauczyciel powiedział mu, aby zmienił kierunek na aktorstwo.
Podczas pracy nad telewizyjną produkcją Young Americans stacji WB poznał Kate Bosworth. Spotykali się od 2000 do 2002. Czuchry studiował aktorstwo z Belitą Morena, gwiazdą serialu komediowego George’a Lopeza.
Popularność zyskał dzięki roli Logana Huntzbergera w serialu Kochane kłopoty (Gilmore Girls). Zagrał tam studenta Yale, któremu wpada w oko Rory Gilmore, grana przez Alexis Bledel. Gościnnie występował w serialach telewizyjnych takich jak Luzaki i kujony (Freaks and Geeks), Siódme niebo (7th heaven), Kancelaria adwokacka (The Practice), Veronica Mars oraz Friday Night Lights. Zagrał również w filmach Eight Legged Freaks i Slap Her, She's French. Począwszy od września 2010, Czuchry gra jedną z głównych ról w serialu telewizyjnym Żona idealna (The Good Wife). Wciela się w nim w młodego prawnika rywala - w sprawach zawodowych - tytułowej Alicii Florrick. Od 2018 występuje w serialu Rezydenci.

## Filmografia

### Telewizja
| Rok       | Tytuł oryginalny                  | Rola               |
| --------- | --------------------------------- | ------------------ |
| 2018-2023 | The Resident                      | dr Conrad Hawkins  |
| 2016      | Gilmore Girls: A Year in the Life | Logan Huntzberger  |
| 2010      | The 19th Wife                     | Jordan             |
| 2009–2016 | Żona idealna                      | Cary Agos          |
| 2008      | Friday Night Lights               | Chris Kennedy      |
| 2007      | Gravity                           | Ray                |
| 2006      | Justice League                    | Brainiac 5 (voice) |
| 2006      | Weronika Mars                     | Charlie Stone      |
| 2005      | Dark Shadows                      | Willie Loomis      |
| 2004–2007 | Kochane kłopoty                   | Logan Huntzberger  |
| 2003      | Jake 2.0                          | Darin Metcalf      |
| 2003–2004 | Hack                              | Jamie Farrel       |
| 2002      | The Practice                      | Skip Hyman         |
| 2002      | 7th Heaven                        | Carl               |
| 2000      | Freaks and Geeks                  | Teenage Guy #1     |
| 2000      | Opposite Sex                      | Kurt               |
| 2000      | Young Americans                   | Sean McGrail       |

### Filmy
| Rok  | Tytuł oryginalny               | Rola            |
| ---- | ------------------------------ | --------------- |
| 2009 | I Hope They Serve Beer in Hell | Tucker Max      |
| 2006 | Hooked                         | Scotty          |
| 2004 | Em & Me                        | Chase           |
| 2003 | Advantage Hart                 |                 |
| 2002 | Slap Her... She's French       | Kyle Fuller     |
| 2002 | Eight Legged Freaks            | Bret            |
| 2002 | A Midsummer Night's Rave       | Evan            |
| 2002 | Swimming Upstream              | Morris Bird III |